# Ellipteroides clista
Ellipteroides clista är en tvåvingeart som först beskrevs av Alexander 1962.  Ellipteroides clista ingår i släktet Ellipteroides och familjen småharkrankar. Inga underarter finns listade i Catalogue of Life.